# Johan Lohilampi-museet
Johan Lohilampi-museet (finska: Johannes Lohilammen museo) är ett finländskt hembygdsmuseum och kulturhistoriskt museum i Lojo stad.
Johan Lohilampi-museet ligger i ett rusthåll från 1700-talet söder om Sammatti. Huvudbyggnaden i två våningar anses vara från 1770-talet.
Jordbrukaren och finansmannen Johannes Lohilampi (1866-1938) samlade allmogeföremål, huvudsakligen från Västra Nyland, inklusive föremål som tillhört Elias Lönnrot, vilka är utställda. Dessutom finns i manbyggnaden ett kyrkorum och en vandringsskola. 
På gården finns också ladugård, loft, stall, vagnsskjul och en uthuslänga.

## Bildgalleri

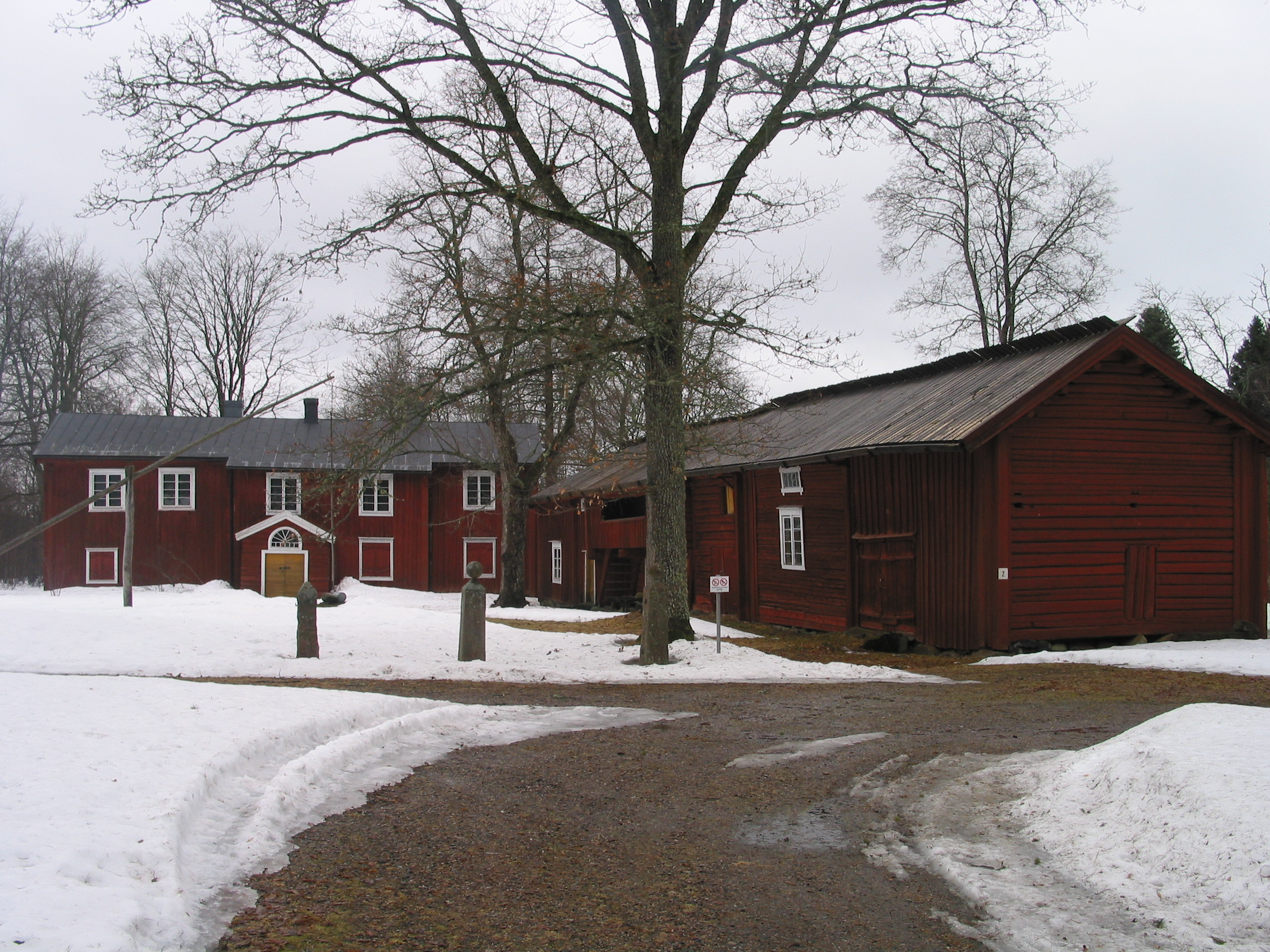
Huviudbyggnad och uthus
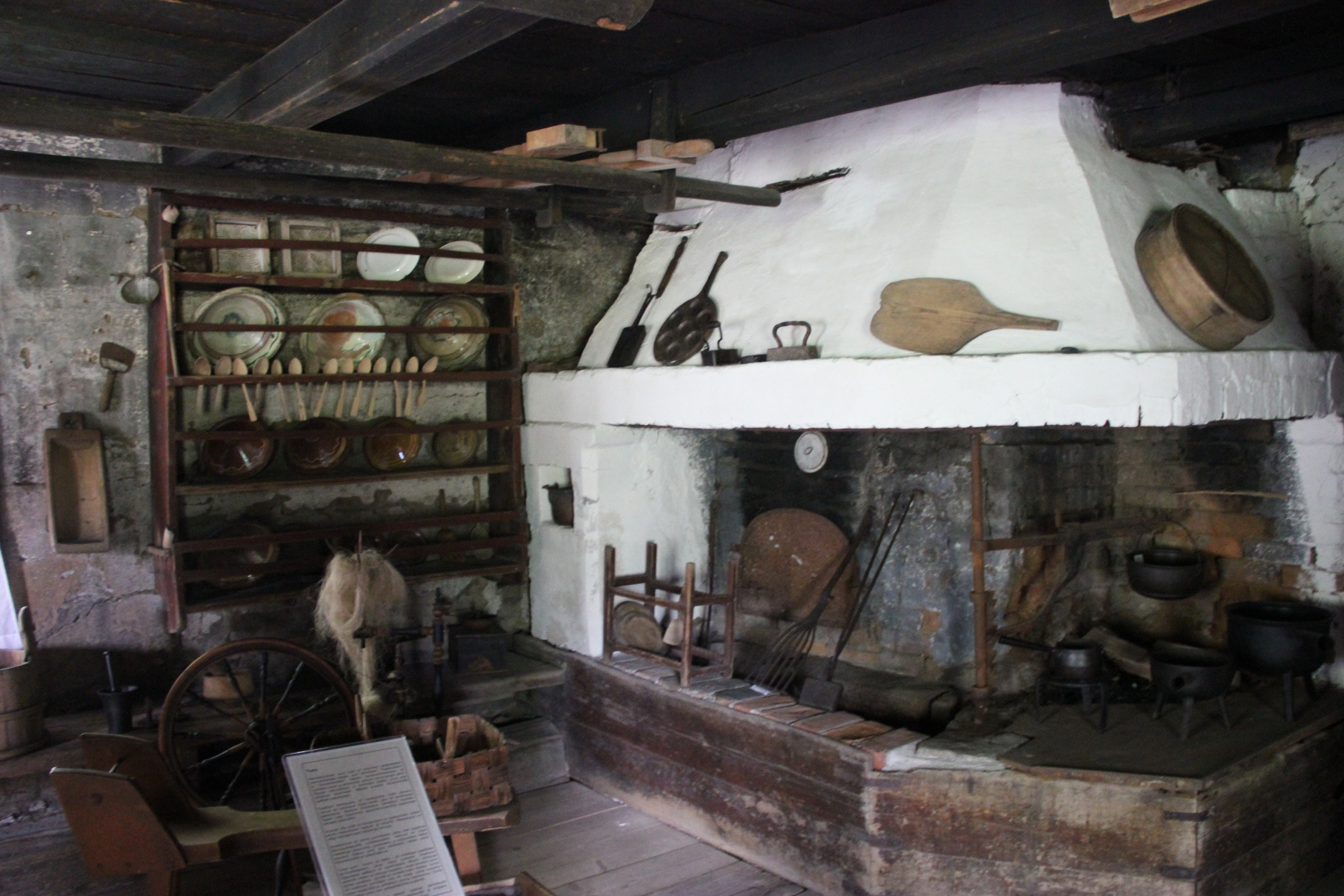
Stugan i huvudbyggnaden
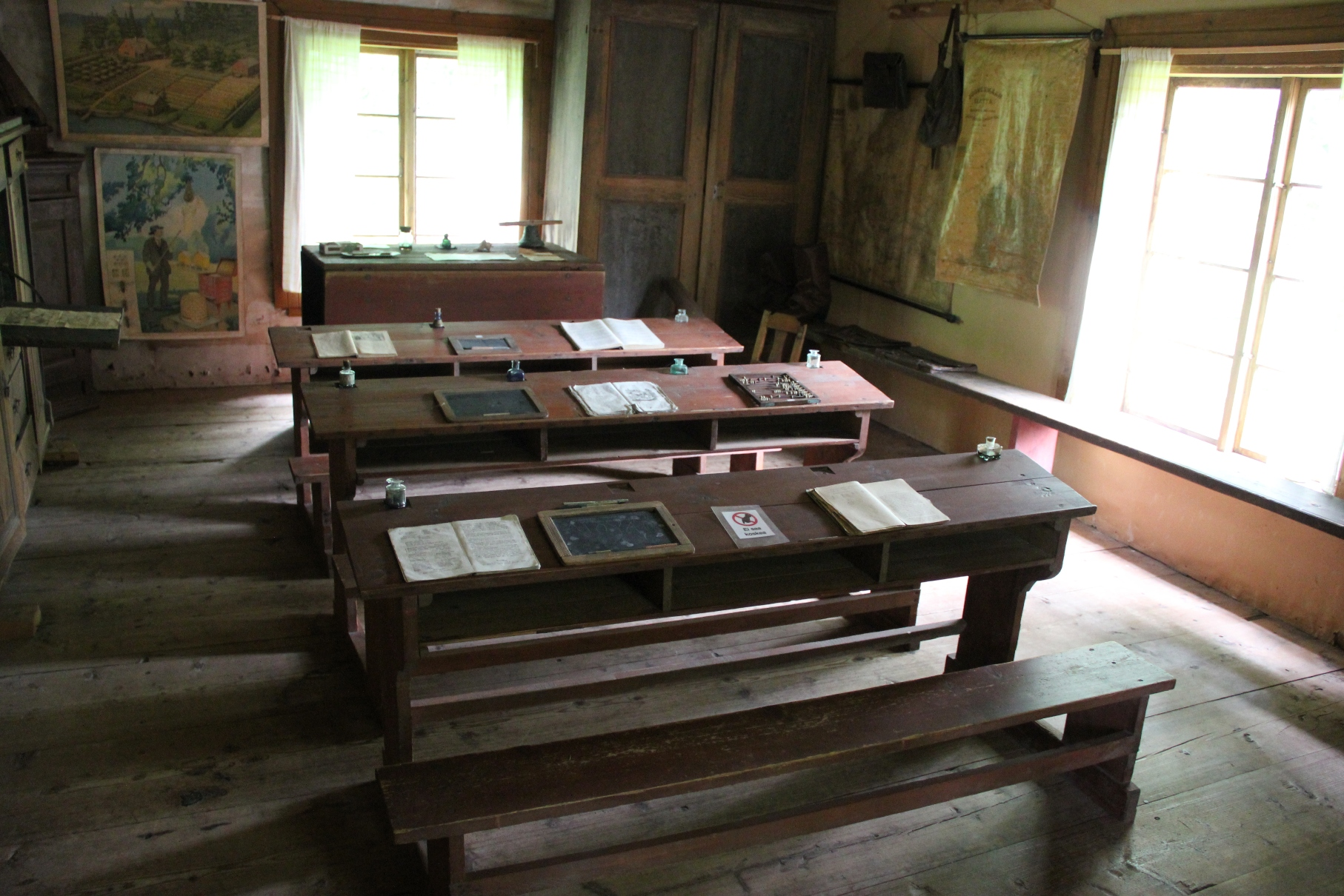
Skolrum
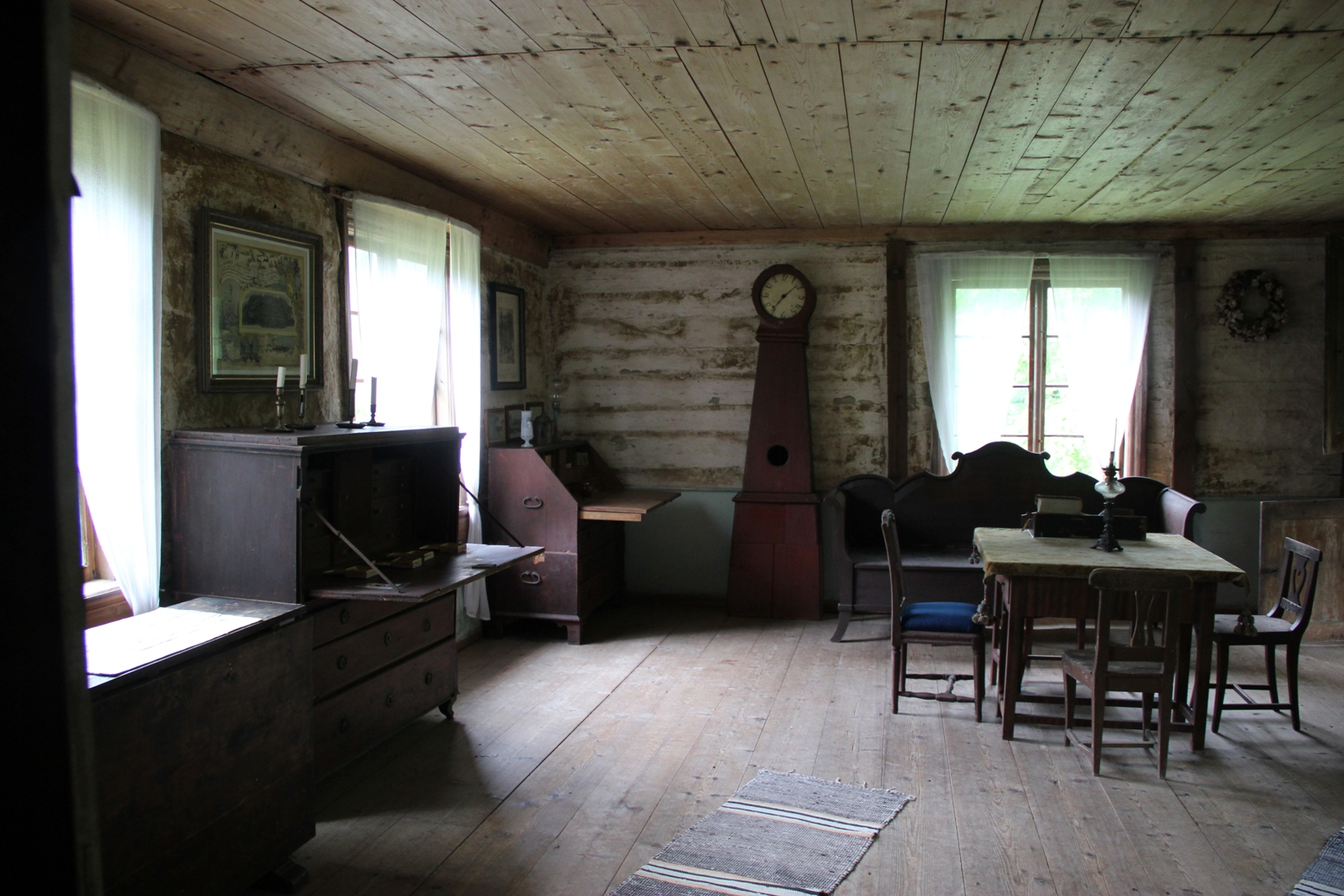
Salen
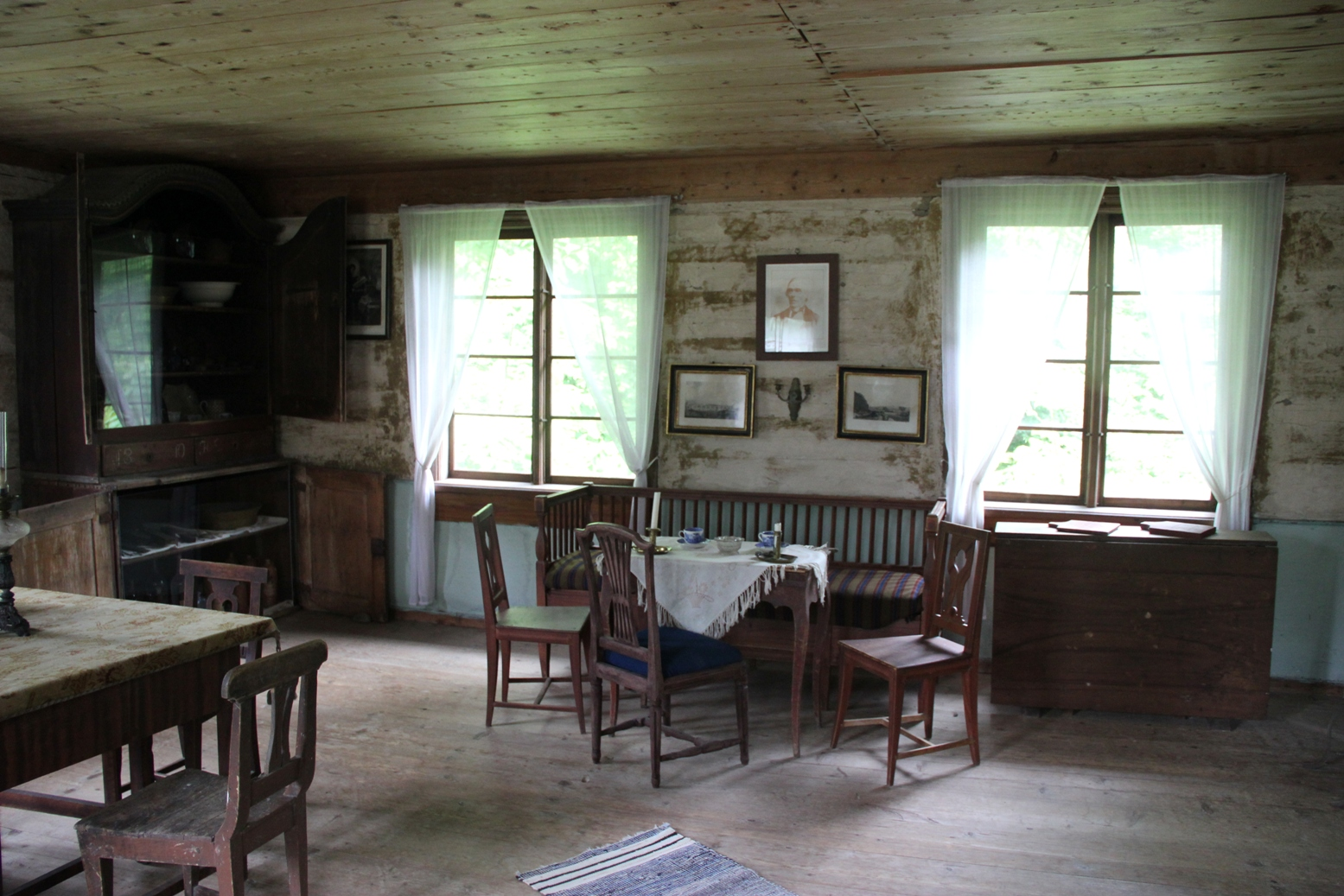
Salen